# Pierre Brandebourg
Pierre Brandebourg (Ciutat de Luxemburg, 25 de juliol de 1824 - Ciutat de Luxemburg, 23 de maig de 1878) fou un fotògraf i pintor luxemburguès. Va ser el primer d'obrir un estudi fotogràfic a la ciutat de Luxemburg.

## Biografia

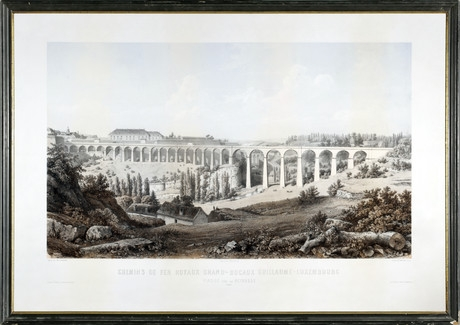
Viaducte de Luxemburg (c. 1861).

### Família
Els pares de Brandebourg van ser Charles Brandebourg, un jardiner, i Anne Lambert. Després d'acabar l'escola secundària a l'Ateneu de Luxemburg, va estudiar primer amb el pintor de Luxemburg Jean-Baptiste Fresez abans d'anar a les acadèmies de París, Anvers i Múnic. Va tornar a Luxemburg, el 4 de maig de 1850, quan es va casar amb Catalina Kranenwitter de Rollingergrund. El seu fill Carl (1851 - 1906) i el seu net Emile van continuar els seus passos, treballant com a fotògrafs a Luxemburg.

### Carrera artística
Encara que Brandenburg va ser reconegut com un artista competent amb les seves pintures de personatges en el treball i les escenes del port d'Anvers o les fàbriques d'acer de Luxemburg, tenia dificultats per guanyar-se la vida des de la pintura sol. Per tant, va recórrer a la fotografia, obrint primer estudi fotogràfic a Luxemburg. Gràcies a la seva primmirada composició i la il·luminació, els retrats de la "«chez Brandenbourg» es van fer cada vegada més populars. Brandenburg també va realitzar una sèrie de fotografies de les indústries a l'evolució de Luxemburg de la dècada de 1860.
Brandenburg va morir en 1878 a casa seva de l'avinguda d'Amélie a Luxemburg. La majoria de les seves pintures i fotografies encara són de propietat privada. Algunes es poden veurea la Fototeca de Ciutat de Luxemburg. Charles Bernhoeft va fer-se càrrec del seu negoci fotogràfic.